# Богатыренко, Максим Олегович
Максим Олегович Богатыренко (род. 13 февраля 1994, Усть-Каменогорск) — казахстанский хоккеист, нападающий «Горняка», выступающего в ОЧРК.

## Биография
М. О. Богатыренко — воспитанник усть-каменогорского хоккея. В сезоне 2011-12 играл в МХЛ в составе ХК «Толпар» (Уфа). В 56 играх сезона набрал 6+5 очков по системе «гол+пас». Начиная с сезона 2012/13 года играет в ВХЛ в составе ХК «Казцинк-Торпедо» (Усть-Каменогорск). В 19 играх забил лишь 1 шайбу. В играх чемпионата Казахстана в составе ХК «Казцинк-Торпедо-2» сыграл в 3 играх. В январе 2013 года перешёл в Хоккейную Команду «Горняк» из города Рудный в которой выступает под номером 16.